# Anton Door
Anton Door (20 de junio de 1833-7 de noviembre de 1919) fue un pianista y pedagogo musical austriaco, también conocido en Rusia como Anton Andreyevich Door.

## Biografía
Anton Puerta nació en Viena y estudió piano con Carl Czerny y teoría con Simon Sechter. Comenzó una carrera de concertista en 1850, yéndose de gira como solista por Alemania e Italia. Fue designado como pianista de la Corte y miembro de la Real Academia de Estocolmo, y enseñó durante diez años en el Conservatorio de Moscú. Entre 1868 y 1901 enseñó en Viena en la Gesellschaft der Musikfreunde. Se desempeñó como presidente de los Sociedad Amigos de Brahms e instituyó una serie de conciertos en la organización. Door era conocido por su énfasis en la habilidad técnica, y entre sus estudiantes cabe citar a Pavel Pabst, Stephan Elmas, Robert Fischhof, Alexander von Zemlinsky, Fritz Steinbach y Laura Netzel. Murió en Viena. 
Piotr Ilich Chaikovski le dedicó su Vals-Capricho, Op. 4 (1868), y Camille Saint-Saëns  su Concierto para piano n.º 4, Op. 44 (1875).